# 日本酪農協同
日本酪農協同株式会社（にほんらくのうきょうどう）は、大阪府大阪市浪速区に本社を置く牛乳ならびに乳製品メーカーである。

## 会社概要
「毎日牛乳」の商標でその名を知られる牛乳メーカーで、主に西日本地域を地盤としている。朝の宅配におけるシェアも高いことで知られる。
登記上の本店は大阪市浪速区に所在するが、実質的な本社業務は業務指令本部ならびに中央研究所が所在する大阪府和泉市でおこなっている。
商標の一部に毎日とあるが、毎日新聞社および関連会社（毎日放送とその親会社のMBSメディアホールディングスなど）との資本・業務提携関係は無い。ただし、ラジオCMはMBSラジオでのみ放送されている。また、大韓民国でも「毎日牛乳」（매일우유）が毎日乳業から販売されているが、これも資本関係は無い。
また、名古屋牛乳（東海3県を中心にした地場の乳業メーカー）が、炭酸飲料「ローヤルトップ」以外の乳製品から撤退した際、その販路として、当社や森永乳業などが事実上名古屋牛乳から商品名をライセンス契約の形で結んで発売している。

## 主な商品
- 毎日牛乳
- 毎日味わい特濃ボンミルク（加工乳）
- 毎日強骨ミルク（乳飲料）
- 毎日ミルカルプラスせんいと鉄（乳飲料）
- 毎日青汁（乳等を主要原料とする食品）
- 毎日のむグルコサミンα（乳酸菌飲料） - 機能性表示食品[3]
- 毎日ドリプシ血圧が高めの方のGABA（発酵乳）
- 毎日ドリプシ11/19-B1のむヨーグルト(発酵乳)

## 工場
- 大阪府和泉市
- 和歌山県和歌山市
- 和歌山県白浜町
- 滋賀県大津市
- 福井県福井市
- 広島県広島市安佐南区
- 徳島県徳島市
- 香川県善通寺市

## 関連会社
- 毎日牛乳運送株式会社
- 日酪産業株式会社
- 岐阜牛乳株式会社
- 中国乳業株式会社
- 株式会社北海道酪農公社